# Walter Butler, XI conte di Ormond
Walter Butler, XI conte di Ormond (1569 – Carrick-on-Suir, 24 febbraio 1633), è stato un nobile irlandese.

## Biografia
Era il figlio di John Butler di Kilcash (che era il figlio del IX conte) e Katherine, figlia di Cormac na Haoine MacCarthy Reagh. Ereditò la contea da suo zio, che era morto senza eredi maschi legittimi.
Fu un deputato per la contea di Tipperary. Le sue pretese sulle proprietà di famiglia sono state ostacolate da Giacomo I d'Inghilterra. Il re cercò una soluzione, progettò il matrimonio tra Elizabeth Butler, figlia di Thomas Butler, X conte di Ormond, con Richard Preston, facendolo nominare conte di Desmond e consegnando a Elizabeth le proprietà degli Ormond.
Nel 1617 venne imprigionato nella prigione Fleet, dove rimase per otto anni. Nel 1625 venne scarcerato e gran parte dei suoi possedimenti gli vennero restituiti. Per qualche tempo ha vissuto in una casa di Drury Lane, a Londra, con il nipote James, poi duca di Ormonde.

## Morte
Morì a Carrick-on-Suir il 24 febbraio 1633, e fu sepolto nella Cattedrale di San Canice, Kilkenny.

## Matrimonio
Sposò Helen Butler, sua cugina di secondo grado, figlia di Edmund Butler, II visconte di Mountgarret, e di sua moglie Grizel FitzPatrick. Erano entrambi pro-nipoti di Piers Butler, VIII conte di Ormond. Ebbero quattro figli:
- Ellis Butler (? - 19 febbraio 1625);
- Ellen Butler (? - 16 giugno 1663), sposò Pierce Butler, I visconte di Ikerrin;
- Thomas Butler, visconte di Thurles (1594-1619), sposò Elizabeth Poyntz, ebbero figli;
- Elizabeth Butler (1631).